# Marijke Engelen
Maria Theresia Engelen –conocida como Marijke Engelen– (Nimega, 30 de noviembre de 1961) es una deportista neerlandesa que compitió en natación sincronizada. Ganó nueve medallas en el Campeonato Europeo de Natación entre los años 1974 y 1983.

## Palmarés internacional
| Campeonato Europeo | Campeonato Europeo       | Campeonato Europeo | Campeonato Europeo |
| Año                | Lugar                    | Medalla            | Prueba             |
| ------------------ | ------------------------ | ------------------ | ------------------ |
| 1974               | Ámsterdam (Países Bajos) | Medalla de bronce  | Equipo             |
| 1977               | Jönköping (Suecia)       | Medalla de oro     | Equipo             |
| 1977               | Jönköping (Suecia)       | Medalla de plata   | Solo               |
| 1977               | Jönköping (Suecia)       | Medalla de plata   | Dúo                |
| 1981               | Split (Yugoslavia)       | Medalla de plata   | Dúo                |
| 1981               | Split (Yugoslavia)       | Medalla de plata   | Equipo             |
| 1981               | Split (Yugoslavia)       | Medalla de bronce  | Solo               |
| 1983               | Roma (Italia)            | Medalla de plata   | Equipo             |
| 1983               | Roma (Italia)            | Medalla de bronce  | Dúo                |